# 최정원 (축구 선수)
최정원(1995년 8월 16일 ~ )는 대한민국의 축구 선수이다. 포지션은 수비수이며 현 K리그2 전남 드래곤즈 소속이다.